# Hopferau
Hopferau település Németországban, azon belül Bajorországban. Lakosainak száma 1268 fő (2023. december 31.). Hopferau Füssen községgel határos.

## Népesség
A település népessége az elmúlt években az alábbi módon változott:
| Lakosok száma | 486  | 964  | 818  | 972  | 1120 | 1110 | 1152 | 1160 | 1251 | 1268 |
|               | 1875 | 1950 | 1975 | 1987 | 2012 | 2014 | 2016 | 2017 | 2021 | 2023 |